# Фур (Изер)
Фур (фр. Four) — коммуна во Франции, находится в регионе Рона — Альпы. Департамент коммуны — Изер. Входит в состав кантона Л’Иль-д’Або. Округ коммуны — Ла-Тур-дю-Пен.
Код INSEE коммуны — 38172. Население коммуны на 2012 год составляло 1204 человека. Населённый пункт находится на высоте от 270 до 529 метров над уровнем моря. Муниципалитет расположен на расстоянии около 430 км юго-восточнее Парижа, 34 км юго-восточнее Лиона, 65 км северо-западнее Гренобля. Мэр коммуны — M. Jean Papadopulo, мандат действует на протяжении 2014—2020 гг.
Динамика населения (INSEE):

## Города-побратимы
- Пузиано, Италия (2013)